# Megaselia rufipes
Megaselia rufipes är en tvåvingeart som först beskrevs av Johann Wilhelm Meigen 1804.  Megaselia rufipes ingår i släktet Megaselia och familjen puckelflugor. Arten är reproducerande i Sverige. Inga underarter finns listade i Catalogue of Life.